# 体系学
体系学（たいけいがく、英語：systematics）とは生物学の一分野で、進化に基づいて生物多様性を研究する分野をいう。特に生物体系学 (biological systematics) と呼ぶこともある他、植物など特定の生物に特化した体系学を植物体系学のように細分化して区別することもある。具体的にはいくつかの違った意味に用いられる。
広義には、分類学、系統学を中心にして、生態学、古生物学、生物地理学などを含めた広い分野を指す。
狭義には、分類学とほぼ同義に用いることもある。
また、分類学の中で特に種の分類位置を確定する分野を分類学と呼び、それらの相互関係を確立しあるいは分類体系を構築する分野を体系学と呼ぶこともある。